# Logografisch schrift

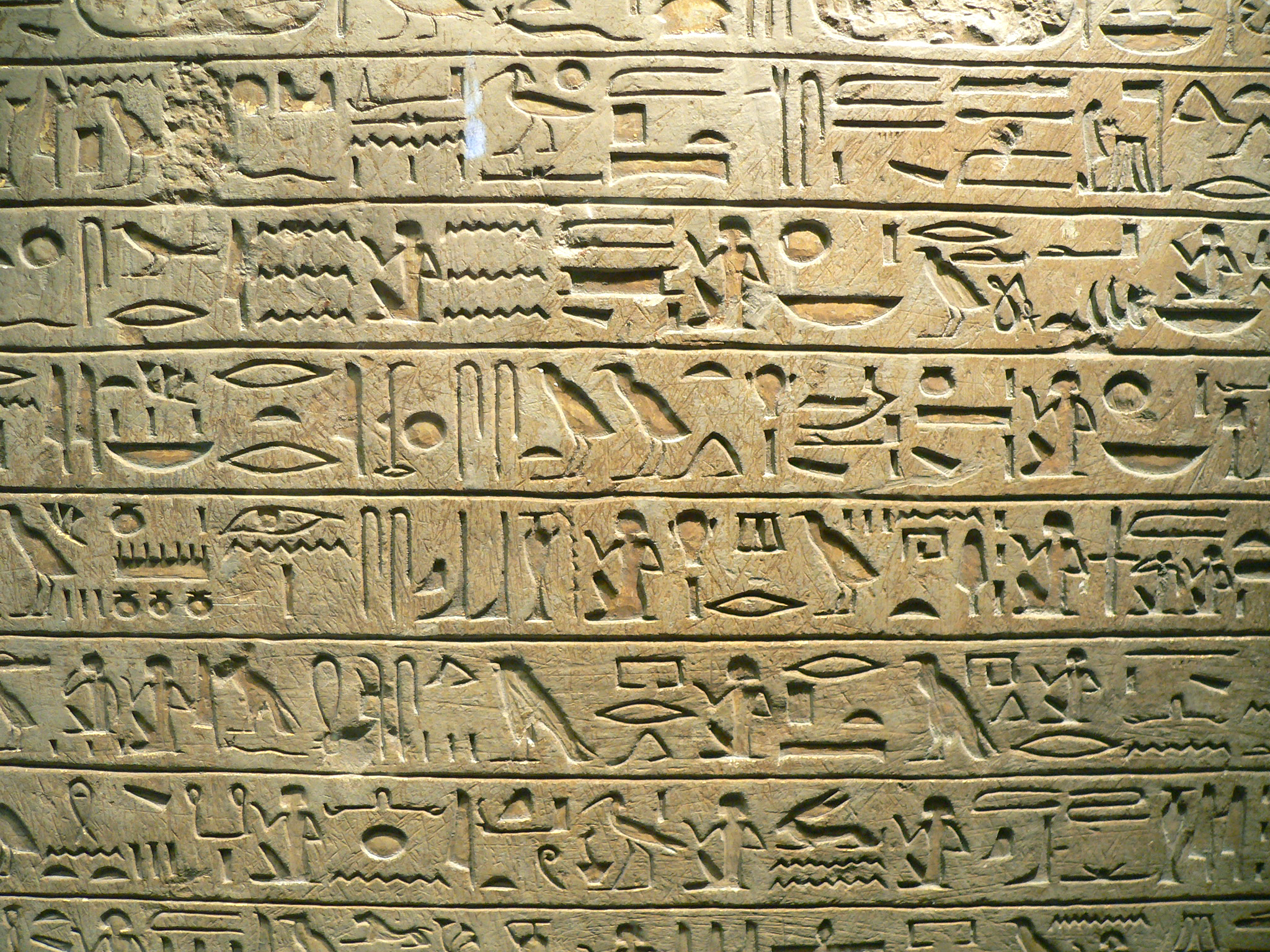
Egyptische hiërogliefen, die hun oorsprong hebben als logogrammen

Het logografisch schrift is een hoofdgroep van het schrift. Bij dit soort schrift wordt voor elk woord, grafeem of begrip een apart symbool gebruikt, een zogenaamd logogram of logograaf, een geschreven karakter dat een woord of morfeem vertegenwoordigt.
Chinese karakters (uitgesproken als hanzi in het Mandarijn, kanji in het Japans, hanja in het Koreaans en Hán tự in het Vietnamees) zijn over het algemeen logogrammen, evenals vele Egyptische hiërogliefen en spijkerschrifttekens. Alle bekende logografieën hebben een fonetische component, meestal gebaseerd op het Rebus-principe.
Alfabetten en syllabische schriften onderscheiden zich van logografische systemen doordat ze afzonderlijke geschreven tekens gebruiken om geluiden rechtstreeks weer te geven. Dergelijke karakters worden fonogrammen genoemd in de taalkunde. In tegenstelling tot logogrammen hebben fonogrammen geen inherente betekenis. Schrijftaal wordt op deze manier fonemisch schrijven of orthografisch schrijven genoemd.

## Logografische systemen
Logografische systemen behoren tot de vroegste schrijfsystemen; de eerste historische beschavingen van het Nabije Oosten, Afrika, China en Midden-Amerika gebruikten een of andere vorm van logografisch schrijven.
Een puur logografisch schrift zou voor de meeste talen onpraktisch zijn, en geen enkele is bekend, behalve een die is bedacht voor de kunstmatige taal Toki Pona, een opzettelijk beperkte taal met slechts 120 morfemen. Alle logografische schriften die ooit voor natuurlijke talen zijn gebruikt, zijn gebaseerd op het Rebus-principe om een relatief beperkte set logogrammen uit te breiden: een subset van tekens wordt gebruikt voor hun fonetische waarden, medeklinker of syllabisch. De term logosyllabisch schrift wordt gebruikt om de gedeeltelijk fonetische aard van deze scripts te benadrukken wanneer het fonetische domein de lettergreep is. Zowel in de Oud-Egyptische hiërogliefen als in het Chinees is er een aanvullende ontwikkeling van determinanten, die worden gecombineerd met logogrammen om hun mogelijke betekenis te beperken. In het Chinees worden ze versmolten met logografische elementen die fonetisch worden gebruikt; zulke " radicale en fonetische" karakters vormen het grootste deel van het script. Beide talen degradeerden het actieve gebruik van rebus naar de spelling van vreemde en dialectische woorden.
Logografische schriften zijn onder andere:
- Logoconsonantale schriften
Dit zijn schriften waarin de grafemen fonetisch kunnen worden uitgebreid volgens de medeklinkers van de woorden die ze vertegenwoordigen, waarbij de klinkers worden genegeerd. Bijvoorbeeld Egyptisch | G38 | werd gebruikt om zowel sȝ 'eend' als sȝ 'zoon' te schrijven, hoewel het waarschijnlijk is dat deze woorden niet hetzelfde werden uitgesproken, behalve voor hun medeklinkers. De belangrijkste voorbeelden van logoconsonantale schriften zijn:
  - Egyptische hiërogliefen, Hiëratisch schrift en demotisch: Oud-Egyptisch
- Logosyllabische schriften
Dit zijn schriften waarin de grafemen morfemen vertegenwoordigen, vaak polysyllabische morfemen, maar wanneer fonetisch uitgebreid enkele lettergrepen vertegenwoordigen. Dit zijn onder andere:
  - Anatolische hiërogliefen: Luwisch
  - Spijkerschrift : Soemerisch, Akkadisch, andere Semitische talen, Elamitisch, Hettitisch, Luwisch, Hurrisch en Urartiaans
  - Mayaschrift: Chorti, Yucatec en andere klassieke Maya-talen
  - Chinees schrift: Chinees, Koreaans, Japans, Vietnamees, Zhuang
  - Afgeleiden van het Chinees schrift:
    - Chữ Nôm: Vietnam
    - Dongba-schrift geschreven met Geba-schrift: Naxi (Dongba zelf is pictografisch)
    - Jurchen-schrift: Jurchen
    - Khitan-grootschrift: Khitan
    - Sawndip: Zhuang-talen
    - Sui-schrift : Sui
    - Tangut-schrift : Tangut-taal
    - Yi (klassiek): verschillende Yi-talen

Geen van deze systemen is puur logografisch. Dit kan geïllustreerd worden met het Chinees schrift. Niet alle Chinese karakters vertegenwoordigen morfemen: sommige morfemen bestaan uit meer dan één karakter. Bijvoorbeeld het Chinese woord voor spin, 蜘蛛 zhīzhū, is gemaakt door het samenvoegen van de rebus 知朱 zhīzhū (letterlijk 'weet cinnaber') met het insect-determinatief 虫. Zowel * 蜘 zhī noch *蛛 zhū kan afzonderlijk worden gebruikt (behalve om in te staan voor 蜘蛛 in poëzie). In archaïsch Chinees kan men het omgekeerde vinden: een enkel teken dat meer dan één morfeem vertegenwoordigt. Een voorbeeld is archaïsch Chinees 王 hjwangs, een combinatie van een morfeem hjwang, wat koning betekent (toevallig ook geschreven als 王) en een achtervoegsel uitgesproken als /s/. (Het achtervoegsel is behouden in de moderne vallende toon.) In het moderne Mandarijn worden bimorfemische lettergrepen altijd met twee karakters geschreven, bijvoorbeeld 花儿 huār 'bloem [verkleinwoord]'.
Een bijzonder systeem van logogrammen werd ontwikkeld binnen de Pahlavi-schriften (ontwikkeld vanuit het Aramese abjad), dat gebruikt werd om het Middelperzisch te schrijven gedurende een groot deel van de Sassanidische periode; de logogrammen waren samengesteld uit letters die het woord in het Aramees spelden, maar werden uitgesproken als in het Perzisch (bijvoorbeeld de combinatie m-l-k zou worden uitgesproken als "sjah"). Deze logogrammen, hozwārishn genaamd (een vorm van heterogrammen), werden achterwege gelaten na de Arabische verovering van Perzië en het overschakelen naar een variant van het Arabisch alfabet.
Logogrammen worden in de moderne stenografie gebruikt om gewone woorden weer te geven. Bovendien zijn de cijfers en wiskundige symbolen logogrammen - 1 'één', 2 'twee', + 'plus', = 'is gelijk aan', enzovoort. In het Nederlands wordt het ampersand & gebruikt voor 'en' en (zoals in veel talen) voor Latijn et (zoals in &c voor et cetera), % voor 'procent' ('per cent'), # voor 'nummer', § voor 'sectie', $ voor 'dollar', € voor 'euro', £ voor 'pond', ° voor 'graad', @ voor 'bij', enzovoort.

## Semantische en fonetische dimensies
Alle historische logografische systemen bevatten een fonetische dimensie, omdat het onpraktisch is om een apart teken te hebben voor elk woord en elk morfeem in de taal. In sommige gevallen, zoals het spijkerschrift zoals het gebruikt werd voor het Akkadisch , werd de grote meerderheid van de tekens voor hun klankwaarde in plaats van als een logogram. Veel logografische systemen hebben ook een semantisch/ideografisch component, die determinatieven genoemd worden in het geval van het Egyptisch, en radicalen in het geval van het Chinees.
Typisch Egyptisch gebruik was het aanpassen van een logogram, dat mogelijk meerdere woorden met verschillende uitspraken zou kunnen vertegenwoordigen, met een determinatief om de betekenis aan te duiden, en een fonetische component om de uitspraak te aan te duiden. In het geval van Chinees bestaat de overgrote meerderheid van de karakters uit een vaste combinatie van een radicaal die de nominale categorie aangeeft, plus een fonetisch onderdeel om een idee te geven van de uitspraak. Het Maya-systeem gebruikte logogrammen met fonetische aanvullingen zoals het Egyptisch, zonder ideografische componenten.

## Verschillen in verwerking van logografische en fonologische talen
Omdat veel onderzoek naar taalverwerking gefocust was op het Engels en andere alfabetische talen, hebben veel theorieën het belang van de rol van fonologie onderstreept bij het voortbrengen van spraak. Het vergelijken van logografische talen (waar één enkel teken fonetisch en ideografisch vertegenwoordigd is) met fonetische talen heeft inzicht opgeleverd hoe verschillende talen afhankelijk zijn van verschillende taalverwerkingsmechanismen. Studies naar het verwerken van logografische talen hebben onder andere gekeken naar neurobiologische verschillen in verwerking, één gebied van bijzondere interesse is hemisferische lateralisatie. Sinds logografische talen meer geassoceerd zijn met afbeeldingen dan alfabetische talen, hebben sommige onderzoekers voorgesteld dat de activatie van de rechterhersenhelft meer prominent zou moeten zijn in logografische talen. Alhoewel sommige onderzoeken tot resultaten hebben geleid die aansluiten op dit voorstel, zijn er te veel tegenstrijdige resultaten om een eindconclusie te trekken over de rol van hemisferische lateralisatie in orthografische versus fonetische talen.
Een ander onderwerp dat enige aandacht heeft gekregen is het verschil in verwerking van homofonen. Verdonschot et al. onderzocht de verschillen in de tijd die nodig was om een homofoon op te lezen wanneer er een afbeelding (die gerelateerd of niet-gerelateerd was aan een homofoon teken) vóór het teken werd gepresenteerd. Zowel Japanse als Chinese homofonen werden onderzocht. Terwijl woordproductie van alfabetische talen (zoals Engels) een relatief robuuste immuniteit heeft getoond voor het effect van contextstimuli, Verdschot et al. ontdekte dat Japanse homofonen bijzonder gevoelig lijken voor dit soort effecten. In het bijzonder waren de reactietijden korter wanneer deelnemers een fonologisch verwante afbeelding kregen voorgelegd voordat hen werd gevraagd om een bepaald teken hardop voor te lezen. Een voorbeeld van een fonologisch gerelateerde stimulus uit de studie zou bijvoorbeeld zijn wanneer de deelnemers een foto van een olifant te zien kregen, die in het Japans wordt uitgesproken als zou, voordat ze het Chinese karakter 造 te zien zouden krijgen. Er werd geen effect van fonologisch gerelateerde contextafbeeldingen gevonden voor de reactietijden voor het lezen van Chinese woorden. Een vergelijking van de logografische talen Japans en Chinees is interessant omdat, hoewel de Japanse taal voor meer dan 60% uit homografische heterofonen bestaat (tekens die op twee of meer verschillende manieren kunnen worden gelezen), hebben de meeste Chinese tekens slechts één manier van lezen. Omdat beide talen logografisch zijn, kan het verschil in vertraging bij het hardop voorlezen van Japans en Chinees vanwege contexteffecten niet worden toegeschreven aan het logografische karakter van de talen. In plaats daarvan veronderstellen de auteurs dat het verschil in vertragingstijden te wijten is aan extra verwerkingskosten in het Japans, waar de lezer niet alleen kan vertrouwen op een directe orthografie-naar-fonologieroute, maar informatie op een lexicaal-syntactisch niveau ook moet benaderen om om de juiste uitspraak te kiezen. Deze hypothese wordt bevestigd door studies die tot de bevinding kwamen dat Japanse patiënten met de Ziekte van Alzheimer van wie het begrip van tekens was verslechterd, de woorden nog steeds zonder veel moeite hardop konden voorlezen.
Studies die de verwerking van Engelse en Chinese homofonen met betrekking tot lexicale decisie vergeleken hebben een voordeel ontdekt voor homofoonverwerking in het Chinees en een nadeel voor de verwerking van homofonen in het Engels. Het verwerkingsachterstand in het Engels wordt meestal beschreven in termen van het relatieve gebrek aan homofonen in de Engelse taal. Wanneer een homofoon woord wordt aangetroffen, wordt eerst de fonologische weergave van dat woord geactiveerd. Aangezien dit echter een dubbelzinnige stimulus is, is een koppeling op orthografisch/lexicaal ("mentaal woordenboek") niveau nodig voordat de stimulus ondubbelzinnig kan worden gemaakt en de juiste uitspraak kan worden gekozen. In een taal (zoals Chinees) daarentegen waarin veel tekens met dezelfde uitspraak bestaan, wordt verondersteld dat de persoon die het teken leest, meer bekend zal zijn met homofonen, en dat deze vertrouwdheid de verwerking van het teken zal helpen, alsmede de daaropvolgende keuze van de juiste uitspraak, wat leidt tot kortere reactietijden. In een poging om de effecten van homofonen op verwerking beter te begrijpen, voerde Hino et al. een reeks experimenten uit met het Japans als doeltaal. Lettend op bekendheid, vonden ze een verwerkingsvoordeel voor homofonen ten opzichte van niet-homofonen in het Japans, vergelijkbaar met wat eerder in het Chinees is ontdekt. De onderzoekers testten ook of orthografisch vergelijkbare homofonen bij verwerking een nadeel zouden opleveren, zoals bij Engelse homofonen het geval was maar ze vonden hiervoor geen bewijs. Het is duidelijk dat er een verschil is in de manier waarop homofonen worden verwerkt in logografische en alfabetische talen, maar of het voordeel voor de verwerking van homofonen in de logografische talen het Japans en het Chinees te wijten is aan de logografische aard van de schriften, of dat het alleen een voordeel voor talen met meer homofonen aanduidt, ongeacht de aard van het schrift, valt nog te bezien.

## Voor- en nadelen

### Het scheiden van schrijven en uitspraak
Het belangrijkste verschil tussen logogrammen en andere schriften is dat de grafemen niet rechtstreeks zijn gekoppeld aan hun uitspraak. Een voordeel van deze scheiding is dat begrip van de uitspraak of taal van de schrijver niet nodig is, bijvoorbeeld: 1 wordt begrepen ongeacht of het door de lezer één, ichi of wāḥid wordt genoemd. Eveneens begrijpen mensen die verschillende Chinese talen spreken elkaar misschien niet tijdens het spreken, maar kunnen dit in belangrijke mate schriftelijk doen, zelfs als ze niet in het standaard Chinees schrijven. Daarom was in China, Vietnam, Korea en Japan, in het verleden schriftelijke communicatie (筆談) de norm van de Oost-Aziatische internationale handel en diplomatie, door middel van het klassiek Chinees. Deze scheiding heeft echter ook het grote nadeel dat de logogrammen moeten worden onthouden bij het leren lezen en schrijven, los van de uitspraak. Vanwege de unieke ontwikkelingsgeschiedenis van het Japans, en niet omdat het een inherent kenmerk van logogrammen is, heeft het Japans de complicatie dat bijna elk logogram meer dan één uitspraak heeft. Omgekeerd wordt een fonetische tekenset precies geschreven zoals het wordt gesproken, maar met het nadeel dat kleine uitspraakverschillen onduidelijkheden veroorzaken. Veel alfabetische systemen, zoals die van het Grieks, Latijn, Italiaans, Spaans en Fins, maken het praktische compromis van standaardisatie van de spelling met behoud van een bijna één-op-één-relatie tussen karakters en geluiden. Zowel de Engelse als de Franse spelling zijn ingewikkelder dan dat; lettercombinaties worden vaak op meerdere manieren uitgesproken, meestal afhankelijk van hun geschiedenis. Hangul, het schrift van de Koreaanse taal, is een voorbeeld van een alfabetisch schrift dat is ontworpen om de logografische hanja te vervangen en zo de geletterdheid te vergroten. Hanja wordt nu zelden gebruikt in Korea, maar behoudt wat gangbaarheid in Zuid-Korea, soms in combinatie met hangul.

### Tekens in informatietechnologie
Het invoeren van complexe tekens kan lastig zijn op elektronische apparaten vanwege een praktische beperking in het aantal invoertoetsen. Er zijn verschillende invoermethoden om logogrammen in te voeren, ofwel door ze op te splitsen in hun samenstellende delen, zoals bij de Cangjie- en Wubi-invoermethoden om Chinees te typen, of door fonetische systemen te gebruiken zoals Bopomofo of Pinyin waar het woord wordt ingevoerd zoals het wordt uitgesproken en vervolgens geselecteerd uit een lijst met overeenkomende logogrammen. Hoewel de eerste methode (lineair) sneller is, is het moeilijker om te leren. Met het Chinese alfabetsysteem worden de penstreken die het logogram vormen echter getypt zoals ze normaal geschreven zijn en wordt het bijbehorende logogram ingevoerd. 
Mede door het aantal tekens is er bij programmeren en rekenen in het algemeen meer geheugen nodig om elk grafeem op te slaan, aangezien de karakterset groter is. Ter vergelijking: ISO 8859 vereist slechts één byte voor elk grafeem, terwijl het Basic Multilingual Plane gecodeerd in UTF-8 maximaal drie bytes vereist. Aan de andere kant zijn Engelse woorden bijvoorbeeld gemiddeld vijf letters en een spatie per woord en hebben dus zes bytes nodig voor elk woord. Aangezien veel logogrammen meer dan één grafeem bevatten, is het niet duidelijk wat qua geheugen efficiënter is. Met coderingen met variabele breedte kan een uniform tekencoderingsstandaard zoals Unicode alleen de bytes gebruiken die nodig zijn om een teken weer te geven, waardoor de overhead wordt verminderd, wat resulteert in het samenvoegen van grote tekensets met kleinere.